# Sd.Kfz. 247
Il Sonderkraftfahrzeug 247 schwerer geländegängiger gepanzerter Personenkraftwagen o Sd.Kfz. 247 era una autoblindo comando impiegata dalla Wehrmacht. Prima della guerra furono prodotti 10 esemplari in configurazione 6×4 denominate Ausf. A; a queste durante il conflitto si aggiunsero 58 Ausf. B in configurazione 4×4.

## Tecnica
Il Sd.Kfz. 247 aveva una struttura blindata, a cielo aperto, su telaio ruotato. Visto il suo ruolo, il mezzo era disarmato; era infatti progettato come veicolo comando per battaglioni da ricognizione motorizzati, anche se nessuna delle due versioni ricevette apparati radio. La blindatura era pensata per resistere alle munizioni perforanti 7,92 × 57 IS a 30 metri di distanza. Testimonianze fotografiche mostrano che alcuni Ausf. B furono aggiornati con un apparato radio con antenna a forma di stella, installato nel compartimento equipaggio, e con piastre di corazzatura aggiuntiva imbullonate sulla piastra frontale dello scafo.

### Ausf. A
La Krupp costruì nel 1937 dieci modelli Ausf. A sul telaio 6×4 del suo trattore d'artiglieria L 2 H 143. Il motore a 4 cilindri contrapposti Krupp M 305 da 3,5 litri di cilindrata, raffreddato ad aria, erogava 65 hp, spingendo il mezzo ad una velocità massima di 70 km/h con un'autonomia di 350 km. Come tutti gli veicoli basati su questo chassis, il mezzo dimostrò capacità fuoristrada molto limitate, costringendo i conduttori a rimanere su strade e sentieri.

### Ausf. B
Daimler-Benz realizzò 58 Ausf. B tra il 1941 ed il 1942 sul telaio 4×4 della s.Pkw. Typ 1c. L'autoblindo montava un motore frontale Horch 8 cilindri da 3,8 a benzina; raggiungeva una velocità di 80 km/h, con un'autonomia di 400 km.